# De Lelie (Rotterdam)
De Lelie is een 8-kante stellingmolen uit 1740 gelegen aan de Kralingse Plas in Rotterdam, naast molen De Ster. In deze twee windmolens, die gebouwd werden als snuifmolens, worden nog altijd specerijen gemalen.
In 1740 werd de molen in het oude Kralingen gebouwd en heette toen De Ezel. In 1840 werd de molen naar de huidige plaats overgebracht.
Op vrijdag 22 februari 2019 zijn de deelbare roeden uit 2015 vervangen door nieuwe roeden, omdat bij deelbare roeden de bouten konden breken.

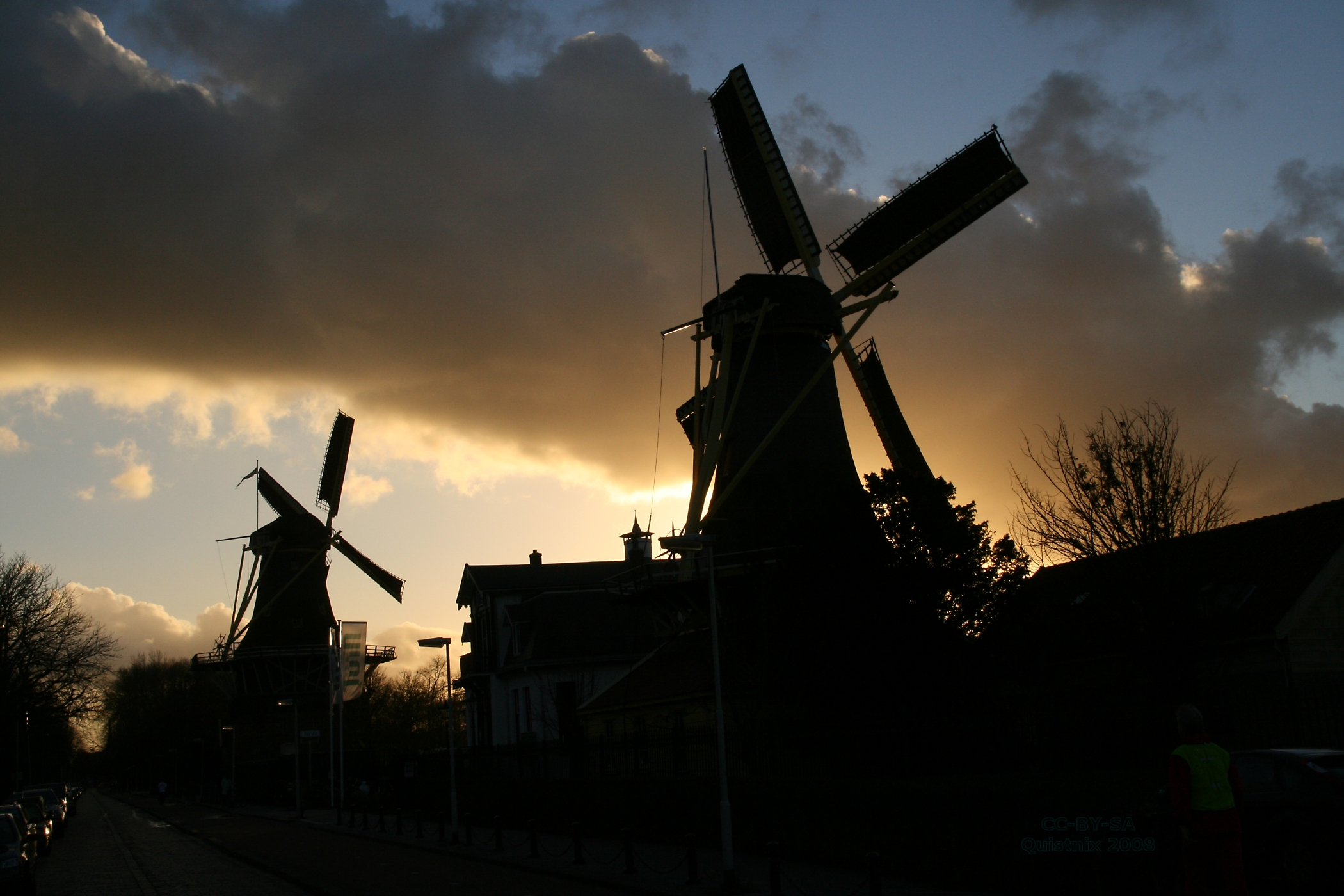
De Lelie en De Ster in silhouet

De Distilleerketel · De Hoop Rozenburg · De Lelie · De Nieuwlandse Molen · De Prinsenmolen · De Speelman · De Ster · De Vier Winden · De Zandweg

Voormalige molens

De Arend · De Bartholomeus Everardus · De Blauwe Molen · De Bok · De Bosland · Boezemmolen Nummer 1 · Boezemmolen Nummer 2 · Boezemmolen Nummer 3 · Boezemmolen Nummer 4 · Boezemmolen Nummer 5 · Boezemmolen Nummer 6 · Boezemmolen Nummer 7 · De Ceres · De Cornelis · De Francina · De Goudsblom · De Graankorrel · De Gravenlust · De Haas · Het Zeeuwse Wapen · Hoekmolen · De Hoop Delfshaven · De Hoop IJsselmonde · De Hoop Kralingen · De Hoop Overschie · De Hoop Rotterdam · De Kiesheidschemolen · De Kievit · De Korenaar · De Korenmolen · Kostverlorenmolen · Het Lam · Laantjesmolen · De Liefde · De Lokhorstermolen · De Maria · De Meerkoet · De Naarstigheid · De Noord · Oost-Blommersdijkse Molen · De Oranjeboom · De Pelikaan · Pendrechtse Molen · De Pomp · De Phoenix · De Reus · De Roode Leeuw · Rubroekse Molen · De Schulp · De Valk · Het Vertrouwen · De Vlaggeman · De Waakzaamheid · De Zuid · De Zwaan